# Nature morte aux oignons
Nature morte aux oignons est une peinture à l'huile sur toile de 66 × 82 cm, réalisée entre 1896 et 1898 par le peintre français Paul Cézanne. Elle est conservée au Musée d'Orsay à Paris.

## Description
Sur une table, au bord droit fuyant, une assiette ou une coupe contient des oignons devant une draperie blanche devant le fond uniforme d'un mur gris.
D'autres oignons sont disposés à la gauche de la composition épars sur la table devant une bouteille et un verre.
Un couteau dont on n'aperçoit pratiquement que le manche, s'interpose diagonalement

## Analyse
Usant de la perspective dite « relevée », Cézanne introduit des objets aux points de vue différents : bouteille et frise de la table montrées frontalement, verre vu du dessus, coupe de travers, couteau en biais pour l'illusion de la profondeur.